# Javornik (Štore, Slovenija)
Javornik je naselje u slovenskoj Općini Štoru. Javornik se nalazi u pokrajini Štajerskoj i statističkoj regiji Savinjskoj. 

## Stanovništvo
Prema popisu stanovništva iz 2002. godine naselje je imalo 142 stanovnika.